# Vitpunkterat lundfly
Vitpunkterat lundfly, Sideridis turbida, är en fjärilsart som beskrevs av Eugen Johann Christoph Esper 1786.  Enligt Catalogue of Life är det vetenskapliga namnet istället Sideridis albicolon beskriven med det namnet av Jan Sepp, 1786. Vitpunkterat lundfly ingår i släktet Sideridis och familjen nattflyn. Efter att ha varit klassad som nära hotad, NT enligt den svenska rödlistan i bedömningarna 2000 och 2005 och sårbar, VU  i bedömningarna 2010 och 2015 är arten sedan 2020 klassad som  starkt hotad, EN i Sverige. I Finland förekommer arten tillfälligt och sällsynt. I Sverige förekommer arten främst i Skåne, Halland och på Öland. Den är även noterad i Blekinge, Småland, på Gotland och i Uppland. Fyndet i Uppland härrör från  1800-talet och arten har sedan dess inte återfunnits där, fyndet bör kanske betraktas som felbestämt eller infört. Artens livsmiljöer är sandstäpp, sanddyner och andra miljöer med blottad sand. Larven är närmast polyfag.  En underart finns listad i Catalogue of Life, Sideridis albicolon cinerascens Tutt, 1889.

## Bilder

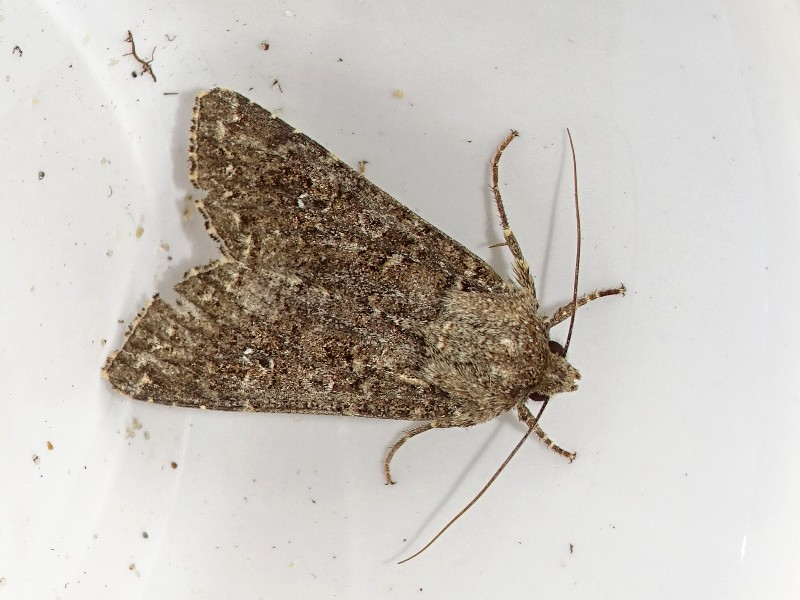
Imago fjäril.
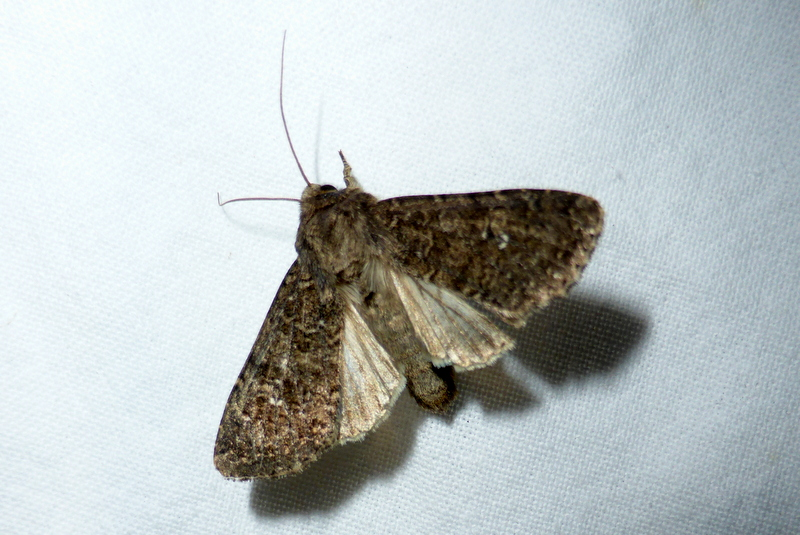
Imago fjäril med utbredda vingar.